# Edmund Harvey
Thomas Edmund Harvey (4 janvier 1875 - 3 mai 1955), généralement connu sous le nom d' Edmund Harvey, est un conservateur de musée britannique, un réformateur social et un homme politique. Il siège au Parlement, d'abord en tant que libéral, puis en tant que progressiste indépendant. Il est également un écrivain prolifique sur le christianisme et le rôle et l'histoire des Quakers.

## Jeunesse
Harvey est né à Leeds dans une importante famille quaker. Il est le fils aîné de William Harvey, enseignant et collectionneur d'art, qui fait un don substantiel de peintures de maîtres hollandais et flamands à la nation, en plus d'être un homme politique local, siégeant pendant 13 ans au conseil municipal de Leeds. Son frère est l'écrivain William Fryer Harvey, surtout connu pour sa nouvelle The Beast with Five Fingers qui est adaptée en film, du même nom, mettant en vedette Peter Lorre.
Harvey fait ses études à la Bootham School à York et fréquente le Yorkshire College, Leeds et Christ Church, Oxford. Il étudie également à l'Université de Berlin et à la Sorbonne à Paris, ainsi que dans d'autres institutions à l'étranger. En 1900, il obtient son diplôme de maîtrise de l'Université d'Oxford avec les honneurs de première classe en Literae Humaniores. Il reçoit ensuite un doctorat honorifique en droit de l'Université de Leeds.

## Carrière
En 1900, Harvey s'inscrit comme assistant au British Museum, où il travaille jusqu'en 1904. Cependant, il est également profondément intéressé par la réforme sociale et le bien-être, en particulier la réduction de la pauvreté, les questions de réforme de l'éducation et des prisons. Il choisit de poursuivre ce travail à travers le Settlement movement et est résident de Toynbee Hall à partir de 1900, sous-directeur à partir de juillet 1904 et directeur de Toynbee Hall, de 1906 à 1911. De 1906 à 1910, il est membre du Central (Unemployed) Body for London l'organisation chargée d'enregistrer les chômeurs demandant une allocation de chômage et de leur trouver du travail.
De 1920 à 1921, il est directeur de Swarthmore Settlement à Leeds. Harvey est parmi un certain nombre de réformateurs, notamment R. H. Tawney et le prédécesseur de Harvey en tant que directeur de Toynbee Hall, le chanoine Samuel Barnett, qui ne se contentent pas de la simple fourniture de secours et d'aide et prônent un programme basé sur l'investigation sociale, la sensibilisation du public aux problèmes sociaux et une législation politique plus large.

## Politique
La vie politique de Harvey est fortement liée à ses croyances religieuses et sociales. Il est élu au conseil du comté de Londres pour Finsbury East en tant que progressiste de 1904 à 1907, période pendant laquelle il siège au comité de l'éducation. Il est également membre élu du Stepney Borough Council de 1909 à 1911.

### Leeds West
Harvey se présente pour la première fois au Parlement lors des élections générales du Royaume-Uni de janvier 1910, pour Leeds West, reprenant l'ancien siège d'Herbert Gladstone pour les libéraux avec une majorité de 3 315 voix. Il conserve Leeds West aux élections générales de décembre 1910, portant sa majorité à 4 270 voix.
Alors qu'il est député, Harvey est membre du Comité permanent sur le travail des garçons au bureau de poste (1910-1917). Il est secrétaire privé parlementaire non rémunéré d'Ellis Ellis-Griffith, sous-secrétaire d'État au ministère de l'Intérieur et joue le même rôle pour Charles Masterman, Chancelier du duché de Lancastre, en 1913-1914, bien qu'il ait démissionné du poste au déclenchement de la Première Guerre mondiale.

### Pacifisme et objection de conscience
En tant que quaker, Harvey se retrouve dans une position personnelle difficile avec la déclaration de guerre de la Grande-Bretagne en août 1914. Les quakers considèrent traditionnellement que toute guerre est incompatible avec l'esprit et les enseignements du Christ. Harvey est un pacifiste et souhaite profondément garder la Grande-Bretagne hors de la guerre et soutient les éléments du gouvernement, en particulier le ministre des Affaires étrangères, Edward Grey, qui travaillent pour empêcher une guerre générale. Harvey fait partie de l'un des petits groupes de libéraux, comprenant encore à l'époque Norman Angell et Edmund Dene Morel, qui ont de sérieux doutes sur la guerre.
Tout au long de la Première Guerre mondiale et jusqu'en 1920, Harvey, dans la tradition quaker, s'engage personnellement dans le travail de secours dans la zone de guerre en France, au nom du Comité de secours aux victimes de guerre de la Société des Amis. Mais le dilemme de Harvey concernant le soutien au gouvernement, par opposition à ses croyances religieuses, fait surface lorsque lui et un autre député libéral quaker, Arnold Rowntree, aident à rédiger l'article de la loi de 1916 sur le service militaire qui prévoit la possibilité d'exiger des objecteurs de conscience d'effectuer un travail d'importance nationale comme condition d'exemption du service dans l'armée. Il y a un désaccord parmi les Quakers sur le type de service, le cas échéant, que les objecteurs de conscience devraient être invités à faire, et Harvey et Rowntree sont accusés de s'arroger le droit de spécifier ce que les objecteurs pourraient faire et de  parler au nom des Quakers. Il est également membre du Comité Pelham (anciennement, le Comité sur le travail d'importance nationale), l'organisme chargé en mars 1916 d'essayer de trouver des occupations civiles appropriées pour les objecteurs de conscience prêts à participer au travail d'importance nationale qu'il a fait inscrire dans la loi sur le service militaire.

### Dewsbury
Harvey quitte le Parlement aux élections générales de 1918, mais tente de réintégrer la Chambre des communes en 1922, après avoir été choisi en 1921 comme candidat libéral pour Dewsbury dans la circonscription ouest du Yorkshire. Dewsbury a été le siège de Walter Runciman jusqu'en 1918, lorsque, en tant qu'opposant au gouvernement de coalition de David Lloyd George, Runciman s'est vu opposer un conservateur de la coalition qui bénéficiait du coupon du gouvernement. Dans un scrutin à trois, Harvey a presque regagné le siège des libéraux en 1922, mais perd contre le candidat travailliste Ben Riley par 756 voix (3,3% du total des voix), le candidat conservateur Osbert Peake, plus tard député de Leeds North arrive troisième.
Harvey est cependant réélu au Parlement pour Dewsbury lors des élections générales de 1923, lorsqu'il bat Riley dans un combat direct avec une majorité de 2 256 voix. Aux élections générales de 1924, la situation s'inverse à nouveau. Cette fois, Riley l'emporte dans un scrutin à trois, Harvey arrivant dernier.

### 1929-1937
Harvey ne s'est plus présenté aux élections à Dewsbury. Pour les élections générales de 1929, il retourne dans son ancien terrain de prédilection de Leeds. À cette occasion, il abandonne Leeds West, où les candidats libéraux ont fait de mauvais résultats lors des trois dernières élections générales, pour tenter Leeds North à la place. Il échoue, terminant troisième dans un combat à trois avec son vieil antagoniste Osbert Peake, qui remporte le siège pour les conservateurs.
Harvey continue à soutenir le Parti libéral, étant parfois le représentant du Yorkshire à la Fédération libérale nationale mais il ne se présente pas aux élections générales de 1931 et de 1935.

### Député des universités anglaises combinées
En 1937, Harvey est choisi comme candidat lors d'une élection partielle pour le siège des universités anglaises combinées. Il se présente comme candidat progressiste indépendant, affirmant que les élections pour les sièges universitaires devaient être menés sur des idées et non sur des lignes politiques de parti. Contre lui se trouvent des rivaux conservateurs et indépendants, mais Harvey gagne avec une majorité de 1 644 voix. Il conserve cependant ses liens avec le libéralisme - le chef du parti  Archibald Sinclair, Ramsay Muir et l'organisation du parti libéral envoient tous des messages de félicitations à Harvey lorsqu'il remporte l'élection partielle. Il conserve le siège des universités anglaises combinées jusqu'aux élections générales de 1945, date à laquelle il quitte le Parlement pour la dernière fois, à l'âge de 70 ans.
Pendant son séjour au Parlement en tant qu'indépendant, et conformément à son idée de la représentation pour un siège universitaire, Harvey défend le sort des universitaires et scientifiques étrangers forcés par divers régimes à fuir en tant que réfugiés,.

### Autres fonctions
Conservant son intérêt pour la réforme sociale, Harvey est un dirigeant de la fiducie caritative de la Guilde de St George de 1934 à 1951. Revenant à son travail de musée et en raison du don de peintures de son père à la nation, Harvey est également président du National Loan Collection Trust, l'organisme mis en place pour coordonner le prêt de tableaux aux galeries d'art municipales et provinciales.

## Vie privée

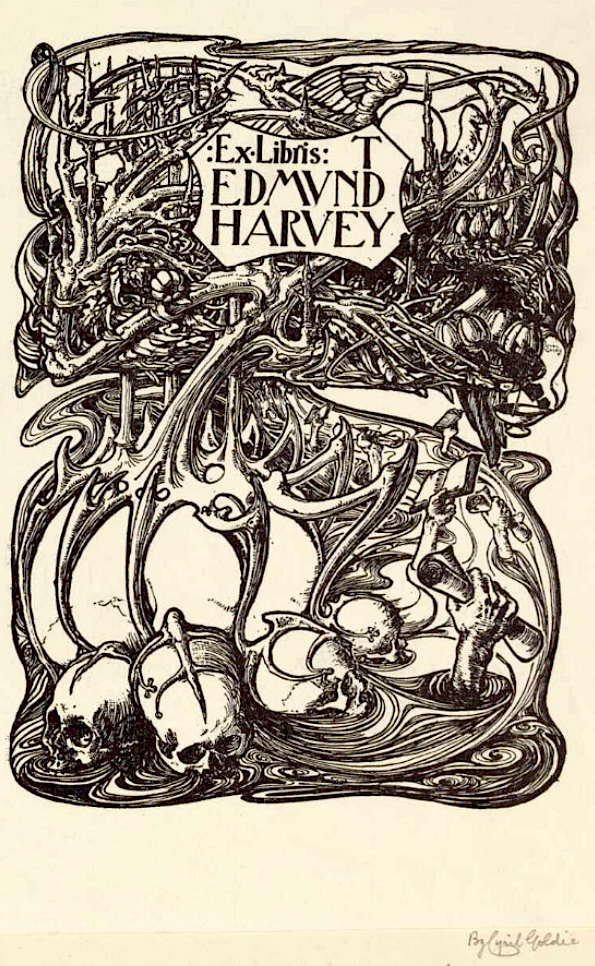
Ex-libris (1896) signé Cyril Goldie.

En 1911, il épouse Alice Irene Thompson, la fille du physicien Silvanus P. Thompson.
Harvey est décédé à son domicile, Rydal House, Grosvenor Road, Leeds le 3 mai 1955 à l'âge de 80 ans.
la correspondance de Harvey avec des objecteurs de conscience de 1916 à 1920 ; Les documents du Comité Pelham et d'autres correspondances sont déposés à la Friends Library à Londres. Une partie de la correspondance familiale de Harvey peut également être consultée à la bibliothèque de l'Université de Leeds dans la collection d'articles relatifs à la famille Harvey.

## Ouvrages
- Poor Raoul and Other Fables – J M Dent & Co, London, 1905
- The Rise of the Quakers – in Nonconformity, Volume 5, 1905
- A London Boy’s Saturday – St George Press, Bournville, 1906
- A Wayfarer’s Faith; aspects of the common basis of religious life – Wells, Gardner & Co, London, 1913
- The Long Pilgrimage: Human Progress in the Light of the Christian Hope  – Robert Davis, Harrogate, 1921
- Stolen Aureoles: Legends for the First Time now Collected Together – Basil Blackwell, Oxford, 1922
- Silence and Worship: A Study in Quaker Experience – Swarthmore Press, London, 1923
- The Heart of Quakerism – Friends’ Book Centre, London, 1925
- Along the Road of Prayer – Friends’ Book Centre, London, 1929
- The Lost Sacrament – Friends’ Book Centre, London, 1930
- Goodness and God – Friends’ Book Centre, London, 1931
- St Aelred of Rievaulx – H R Allenson, London,1932
- Authority and Freedom in the Experience of Quakers – Friends’ Home Service Committee, London, 1935
- The Divine Message –  Woodbrooke Extension Committee, Birmingham, 1938
- The Christian Citizen and the State – Friends’ Book Centre, London, 1939
- The Christian Church and the Prisoner in English Experience – Epworth Press, London, 1941
- Songs in the Night – M T Stevens, Malvern, 1942
- Workaday Saints – Bannisdale Press, London, 1949
- Thomas Shillitoe, 1754–1836: Some hitherto unpublished particulars – Friends’ Historical Society, London, 1950